# Berenguer de Palou
Berenguer de Palou (XII - 1241) fue obispo de la diócesis de Barcelona desde el año 1212 hasta 1241. Comenzó siendo canónigo de la catedral de Santa Eulalia de Barcelona cuando su tío, también llamado Berenguer de Palou, era obispo de la ciudad. Berenguer llegó a ser uno de los mayores colaboradores que tuvo el rey Jaime I de Aragón. 
En el año 1212, poco tiempo después de ser consagrado obispo, marchó junto al Rey Pedro II de Aragón a la cruzada contra los musulmanes almohades en lo que se conoce como la batalla de las Navas de Tolosa, en la provincia de Jaén.
En el año 1219 participó en la V cruzada contra Damieta, en Egipto, aportando 50 caballeros y varios peones.
En el aspecto religioso hizo importantes fundaciones para los más desvalidos, cediendo el castillo de Aviñón del Penedés y otros bienes de su propiedad. Favoreció la fundación de la orden de la Merced en el año 1218. En 1219 también favoreció la introducción en Barcelona de las órdenes de los dominicos y los franciscanos. 
En el 1233 lo eligieron arzobispo del capítulo de Tarragona, pero el Papa Gregorio IX no aprobó la elección y la revocó.
En 1225 participó con Jaime I en el sitio de Peñíscola.
Su colaboración con el rey se intensifica planificando la invasión de la isla de Mallorca, en la que participó aportando 99 caballeros y 1000 peones. Como recompensa, obtuvo 875 caballerías y 8 molinos, en lo que hoy en día se conoce como el término municipal de Calviá, en la llamada comarca del pariaje. Durante las operaciones contra los musulmanes que resistían en la isla, fue herido y le mutilaron un pie.
En el año 1237 contribuyó a fundar el convento de Santa Clara de Barcelona (aunque las órdenes mendicantes no construyeron monasterios si no conventos, el de Pedralbes se le considera también monasterio).
En 1238 participó en la conquista de las taifas de Balensiya en Valencia y Denia. Como recompensa recibe varias casas y la Señoría de Almonesir.
Berenguer de Palou falleció en 1241 y está enterrado en la capilla de San Miguel de la catedral de Barcelona.